# تصنيف فرنسي أمريكي بريطاني
أنظمة التصنيف الفرنسي الأمريكي البريطاني (اختصارًا FAB؛ فاب) هي سلسلةٌ من تصنيفات أمراض الدم، وتعتمد على وجود خللٍ في تكوّن النّقويَّات والقياس الكمي للأرومة النِّقوية والكريات الحمراء ذات النوى. وضعت للمرة الأولى عام 1976. كما استمرت تحديثات هذه التصانيف حتى عام 1989 على الأقل. تشمل الأنواع التاليَّة:
- تصنيف فاب لابيضاض الدم اللمفاوي الحاد: ثلاثة أنواع فرعية (L1 – L3)
- تصنيف فاب للابيضاض النقوي الحاد: ثمانية أنواع فرعية (M0 – M7)
- تصنيف فاب لمتلازمات خلل التنسج النقوي